# Praça do Aeroporto
A Praça do Aeroporto, conhecida comummente por Rotunda do Relógio, é uma praça da cidade de Lisboa, na fronteria da antiga freguesia de São João de Brito, hoje freguesia de Alvalade (bairros de São João de Brito e de Alvalade), e a dos Olivais (Olivais-Sul).
Primitivamente designada por "Praça existente no local em que se encontram a Avenida Alferes Malheiro, a Avenida do Aeroporto, a Estrada de Sacavém e outros arruamentos", o presente nome foi-lhe atribuído por edital da Câmara de 17 de fevereiro de 1947. Na reunião de 3 de fevereiro desse ano tinham sido apreciadas duas informações da Secção de Escrivania da Câmara Municipal de Lisboa, que expunham a conveniência da atribuição de um nome ao prolongamento da Avenida Almirante Reis e que terminava no Aeroporto de Lisboa (atuais Avenida Almirante Gago Coutinho e Alameda das Comunidades Portuguesas) e da praça formada pelo cruzamento desta com a Avenida Alferes Malheiro. Os nomes escolhidos na altura foram Avenida do Aeroporto e Praça do Aeroporto.
No centro da praça encontrava-se uma pequena zona ajardinada, cujo tratamento paisagístico incluía um relógio mecânico integrado num mostrador horário feito de plantas. Daí o nome popular de Rotunda do Relógio. Desde a construção de um viaduto de ligação da Segunda Circular à Avenida Marechal Gomes da Costa (prolongamento desta até ao Tejo) quando da realização da Exposição Mundial de 1998, deixou de existir, encontrando-se hoje em dia apenas um elemento escultórico em forma de relógio de pulso voltado a Sul, centrado com o eixo da Avenida Gago Coutinho. De notar que a posição e orientação do viaduto faz com o mesmo possa ser interpretado como "ponteiros" do relógio.
A Praça do Aeroporto acha-se na confluência de múltiplos acessos, de norte para sul, em sentido horário: Alameda das Comunidades Portuguesas (em direção ao Aeroporto, dois sentidos), acesso à Avenida Cidade do Porto (dita Segunda Circular, um sentido), acesso à Avenida Marechal Gomes da Costa (em direção aos Olivais e a Chelas, dois sentidos), Avenida Almirante Gago Coutinho (em direção ao Areeiro, dois sentidos), Avenida do Brasil (em direcção ao Campo Grande, dois sentidos) e acesso à Avenida Marechal Craveiro Lopes (dita Segunda Circular, um sentido).
Sobre a praça acha-se um viaduto de ligação directa da Segunda Circular à Avenida Marechal Gomes da Costa, que na prática faz o fecho daquela até ao Tejo.